# Stuart Rendell
Stuart Rendell (Canberra, 30 juni 1972) is een voormalige Australische atleet, die was gespecialiseerd in het kogelslingeren. Hij nam tweemaal deel aan de Olympische Spelen, maar bleef medailleloos. Hij werd tien keer Australisch kampioen kogelslingeren.

## Biografie
In zijn jeugd was Rendell een veelzijdige sporter: hij maakte deel uit van het team van de Australian Capital Territory bij de Teal Cup, een nationale Australian footballwedstrijd voor spelers van maximaal achttien jaar. Ook was hij lid van het nationale jeugdteam (U17) bij volleybal. Daarnaast werd hij eenmaal tweede bij de nationale juniorenkampioenschappen discuswerpen. Uiteindelijk verkoos hij toch het kogelslingeren.
Het internationale veld betrad Rendell in 1997, bij de wereldkampioenschappen in Athene. Hij werd daar in een veld van 43 deelnemers zeventiende, wat niet genoeg was voor de finale. In 1998 won Rendell met een beste worp van 74,71 m goud op de Gemenebestspelen. 
Op de Olympische Spelen van 2000 in Sydney kwam Rendell met een beste worp van 72,78 niet door de kwalificatieronde.
Ook vier jaar later, op de Olympische Spelen van 2004 in Athene, geraakte Rendell niet door de kwalificatieronde, dit keer met een beste worp van 72,61.
In 2006 was Rendell opnieuw de beste op de Gemenebestspelen in Melbourne. In december 2006 besloot Rendell te stoppen met kogelslingeren.
Hij werkt als leraar en is woonachtig in Canberra.

## Titels
- Gemenebestkampioen kogelslingeren - 1998, 2006
- Australisch kampioen kogelslingeren – 1997, 1998, 1999, 2000, 2001, 2002, 2003, 2004, 2005, 2006

## Persoonlijke records
Outdoor
| Onderdeel      | Prestatie    | Datum           | Plaats    |
| -------------- | ------------ | --------------- | --------- |
| kogelslingeren | 79,29 m (AR) | 6 juli 2002     | Varaždin  |
| discuswerpen   | 50,08 m      | 1 december 2005 | Melbourne |

## Palmares

### kogelslingeren
- 1997: 17e WK – 74,28 m
- 1998:  Gemenebestspelen – 74,71 m
- 1999: 36e WK – 67,55 m
- 2000: 28e OS – 72,78 m
- 2001: 19e WK – 75,00 m
- 2002: 4e Gemenebestspelen – 67,51 m
- 2003: 10e WK – 75,72 m
- 2004: 25e OS – 72,61 m
- 2006:  Gemenebestspelen – 77,53 m
- 2006: 8e World Cup – 71,99 m